# Байтер, Иоганн Георг
Иоганн Георг Байтер (нем. Johann Georg Baiter; 31 мая 1801, Цюрих – 10 октября 1877, там же ) – швейцарский учёный, филолог, педагог, профессор Цюрихского университета.

## Биография
После окончания гимназии, изучал филологию в университетах Мюнхена, Гёттингена и Кёнигсберга. Ученик Фридриха Вильгельма Тирша и Кристиана Лобека.
Позднее поступил старшим учителем в цюрихскую гимназию и был назначен экстраординарным профессором при университете Цюриха.
Опубликовал тексто-критические издания нескольких классических авторов.
Из его филологических работ можно указать на издание Исократова «Panegirycus» (Лейпц., 1831 г.); также, он сотрудничал в издании того же автора, сделанном Бреми, а также в изданиях Орелли: «Ciceronis scholiasticae» (Цюр., 1838 г.), «Onomasticon Tullianum» (3 т., Цюр., 1836—38 гг.) и в др.
Он сравнил Тацита для издания Орелли (2 т., Цюр., 1846—48 гг.) с рукописью во Флоренции и работал над вторым изданием «Анналов», приготовил Исократа для Дидотовского собрания классиков и вместе с Винкельманом и Орелли издал полное собрание сочинений Платона (2 части, Цюр., 1839—43 гг.). С Орелли он выпустил в свет также новооткрытые «Fabellae iаmbiсае» Бабрия (Цюр., 1845 г.) и затем предпринял третье великолепно обработанное издание Горация (Цюр., 1850—51 гг.). Для Таухницовского издания классиков он приготовил философские сочинения Цицерона (II т., Лейпциг, 1860—69 гг.)